# Вестфер (Орегон)
Вестфер (англ. Westfir) — місто (англ. city) в США, в окрузі Лейн штату Орегон. Населення — 259 осіб (2020).

## Географія
Вестфер розташований за координатами 43°45′29″ пн. ш. 122°30′9″ зх. д. / 43.75806° пн. ш. 122.50250° зх. д. (43.757922, -122.502475).  За даними Бюро перепису населення США в 2010 році місто мало площу 0,87 км², з яких 0,86 км² — суходіл та 0,01 км² — водойми. 2017 року площа становила 0,82 км², з яких 0,81 км² — суходіл та 0,01 км² — водойми.

## Демографія
Згідно з переписом 2010 року, у місті мешкали 253 особи в 114 домогосподарствах у складі 74 родин. Густота населення становила 290 осіб/км².  Було 132 помешкання (151/км²).
Расовий склад населення:
| - 92,1 % — білих - 1,6 % — корінних американців - 0,4 % — чорних або афроамериканців - 0,4 % — азіатів |

До двох чи більше рас належало 4,7 %. Частка іспаномовних становила 2,0 % від усіх жителів.
За віковим діапазоном населення розподілялося таким чином: 19,8 % — особи молодші 18 років, 61,6 % — особи у віці 18—64 років, 18,6 % — особи у віці 65 років та старші. Медіана віку мешканця становила 51,1 року. На 100 осіб жіночої статі у місті припадало 118,1 чоловіків;  на 100 жінок у віці від 18 років та старших — 109,3 чоловіків також старших 18 років.
Середній дохід на одне домашнє господарство  становив 49 153 долари США (медіана — 42 500), а середній дохід на одну сім'ю — 61 158 доларів (медіана — 49 583). За межею бідності перебувало 12,5 % осіб, у тому числі 15,2 % дітей у віці до 18 років та 5,8 % осіб у віці 65 років та старших.
Цивільне працевлаштоване населення становило 102 особи. Основні галузі зайнятості: мистецтво, розваги та відпочинок — 18,6 %, освіта, охорона здоров'я та соціальна допомога — 16,7 %, будівництво — 13,7 %, транспорт — 10,8 %.